# لينا بيتيرمان
لينا بيتيرمان (بالألمانية: Lena Petermann)‏ (5 فبراير 1994 بكوكسهافن في ألمانيا - ) هي لاعبة كرة قدم ألمانية في مركز الهجوم. شاركت مع منتخب ألمانيا لكرة القدم للسيدات ومنتخب ألمانيا تحت 17 سنة للسيدات لكرة القدم ومنتخب ألمانيا تحت 20 سنة للسيدات لكرة القدم. أما مع النوادي، فقد لعبت مع منتخب ألمانيا الوطني لكرة القدم للسيدات تحت 15 سنة ‏ ونادي فرايبورغ (النساء) ونادي هامبورغ للنساء ‏.

## وصلات خارجية
- لينا بيتيرمان على موقع الاتحاد الدولي (مؤرشف)  (الإنجليزية)
- لينا بيتيرمان على موقع الاتحاد الأوربي (الإنجليزية)
- لينا بيتيرمان على موقع قاعدة بيانات كرة القدم.إي يو (الإنجليزية)
- لينا بيتيرمان على موقع بيانات كرة القدم. دي إي (الألمانية)
- لينا بيتيرمان على موقع Soccerway.com (الإنجليزية)
- لينا بيتيرمان على موقع عالم كرة القدم.نت (الإنجليزية)